# Station Śrem Odlewnia
Station Śrem Odlewnia is een spoorwegstation in de Poolse plaats Śrem.